# Атиталакия
Атиталакия (исп. Atitalaquia) — посёлок и административный центр одноимённого муниципалитета в мексиканском штате Идальго. Численность населения, по данным переписи 2010 года, составила 6 322 человека.

## История
Город основан в 1869 году.